# Tapirus californicus
Tapirus californicus é uma espécie extinta de anta que habitou a américa do Norte, durante o Pleistoceno. T. californicus se extinguiu entre 13,000 e 11,000 no fim da últimaEra do Gelo.
As antas possuem uma longa história na América do Norte. Fósseis de ancestrais dos tapirídeos datam de até 50 milhões de anos atrás,  do Eoceno, em rochas da ilha Ellesmere, no Canadá. Treze milhões de anos atrás, tapirídeos muito parecidos com as antas atuais já ocorriam no Sul da Califórnia.
Durante o Pleistoceno, outras espécies de antas habitaram a América do Norte. Junto com Tapirus californicus, Tapirus merriami também habitou a Califórnia e o Arizona, Tapirus veroensis foi encontrado na Flórida, Geórgia, Kansas, Missouri e Tennessee, e Tapirus copei era encontrado da  Pennsylvania até a Flórida.
T. californicus, como as antas atuais, devia ser um grande animal solitário, e habitou principalmente as regiões costeiras do Sul da Califórnia (apesar de um espécime ter sido encontrado no Oregon), preferindo ambientes florestados e possivelmente descampados próximos a rios e lagos. Seu peso máximo é estimado em 225 kg e o comprimento era  140 cm, embora nenhum fóssil completo tenha sido encontrado. Estudo do crânio mostra que T. californicus tinha curtos osso nasais, para permitir a inserção de fortes músculos e ligamentos de uma probóscide, como as antas atuais. Era herbívoro, e acredita-se que sua dieta consistia de arbustos, folhas, plantas aquáticas, frutos e sementes. T. californicus provavelmente tinha como predadores o leão-americano, os paleoamericanos, o Smilodon, e o lobo-pré-histórico.